# Dölf Reist
Dölf Reist est un alpiniste suisse, né le 22 mars 1921 à Sumiswald et mort le 22 octobre 2000 à Interlaken. Il est l’auteur de la troisième ascension réussie de l'Everest.

## Biographie
Dölf Reist est le fils de Gottfried Reist et de Rosali Gempeler. Il devient tôlier. En 1949 il grimpe la face sud du Schreckhorn.
Le 25 mai 1956, Hansruedi von Gunten et Dölf Reist, qui sont membres de l'expédition suisse au Lhotse, gravissent l'Everest depuis le col Sud, depuis le même camp de base. Ils réalisent la troisième ascension de l'Everest et sont les cinquième et sixième hommes au sommet (après Edmund Hillary, Tensing Norgay et les Suisses de la même expédition, Ernst Schmied et Jürg Marmet) ; ils l'atteignent à 11 heures et y restent deux heures,,,.

## Œuvre bibliographique
- (de) Berge der Heimat - Gipfel der Welt, 1965.
- (de) Traumberge der Welt, 1973.
- Vers les plus hauts sommets du monde, 1978.
- (de) Bilder am Lebensweg, 2000.